# Zapisane w kościach
Zapisane w kościach (ang. Written in Bone) – powieść z gatunku thrillerów napisana przez Simona Becketta, wydana w 2007 przez wydawnictwo Amber roku. Jest to druga część przygód doktora Davida Huntera.

## Opis fabuły
Akcja toczy się półtora roku po wydarzeniach z pierwszej części. Dr Hunter wraz z Jenny wyjechał z Manham i mieszka w Londynie. Niespodziewanie zostaje wezwany na Runę – wyspę archipelagu Hebrydów Zewnętrznych. Popełniono tam brutalne morderstwo na Janice Donaldson. Wkrótce po przybyciu rozpętuje się sztorm i jedynymi osobami mogącymi rozwikłać tę zagadkę są dr Hunter, sierżant Neil Fraser i emerytowany policjant, inspektor Andrew Brody.